# Gatlinburg
Gatlinburg amerikai település, Tennessee államban Sevier megyében fekszik. A 2000. év U.S. Census felmérése szerint Gatlinburg lakosainak száma 3828 fő volt. A város népszerű hegyi üdülőközpont. A Great Smoky Mountains Nemzeti Park létrehozásával gyors fejlődésnek indult.
A United States Census Bureau felmérése szerint a város teljes területe 26,3 km²  föld. Gatlinburg-t minden oldalról magas hegyek veszik körül: délről  a Le Conte és a Sugarland Mountain csúcsai emelkednek, nyugatról a Cove Mountainto, északkeletről a  Big Ridge , és keletről a Grapeyard Ridge emelkedik. Little Pigeon River nyugati  ága a Mount Collins lejtőin folyik és lefelé. A U.S. 441 út keresztül megy Gatlinburg város központján északról délre. A 441-es út mentén északra megközelítőleg 10 km-re találhatjuk  Pigeon Forge települést, s Great Smoky Mountains National Parkot (Sugarlands) kb. 3,5 km-re délre.